# Theodore Watts-Dunton
Walter Theodore Watts-Dunton (12. oktober 1836 i St. Ives, Huntington – 7. juni 1914 i London) var en engelsk forfatter og kritiker.
Han var oprindelig sagfører, men blev fra 1875 regelmæssig medarbejder ved The Athenæum, hvor han ved sin anmeldervirksomhed af hovedsagelig nyere engelsk digtning vandt betydelig indflydelse og kom i venskabsforhold til flere af tidens digtere, særlig Rossetti og Swinburne, der i de sidste år af sit liv boede hos ham.
Som ung havde han stået Borrow nær og var gennem ham blevet fortrolig med de engelske tateres liv og tankesæt, et forhold, der satte stærke spor i hans digtsamling The Corning of Love (1897) og romanen Aylwin (1898), der i løbet af få måneder opnåede talrige oplag. 1903 udkom The Renaissance of Wonder, en afhandling om den nyromantiske bevægelse, og i 1910 Studies of Shakespeare.